# Punto zero
Punto zero (Vanishing Point) è un road movie del 1971, diretto da Richard C. Sarafian, con Barry Newman, Cleavon Little e Dean Jagger. Si tratta di uno dei capisaldi dell'exploitation degli anni settanta. In considerazione dell'importanza data alla vettura di Barry Newman, si può affermare che la vera protagonista della pellicola è la Dodge Challenger R/T bianca del 1970.
Il film è famoso per gli scenari che si snodano lungo il sud-ovest statunitense e per il suo commento sull'epoca post-festival di Woodstock degli Stati Uniti; è stato inoltre uno dei primi film dopo Easy Rider a usare una colonna sonora a ritmo rock. Il film continua a essere popolare ed è ritenuto un film culto. Nel 1997 ne venne girato un rifacimento: Vanishing Point. Questo titolo, che corrisponde al titolo originale del film del '71, significa punto di fuga.

## Trama
Kowalski lavora per un servizio di trasporto auto a Denver, in Colorado. È stato un veterano del Vietnam, un agente della polizia giudiziaria, un pilota di auto da corsa e un motociclista. Dopo aver dovuto abbandonare la sua carriera da pilota di auto e moto da corsa dopo due incidenti quasi mortali, viene scoperto far parte di un gruppo di malviventi che aveva a che fare con la droga, perdendo così il suo lavoro da poliziotto, oltre ad aver perso la fidanzata in un incidente mentre faceva surf. Kowalski arriva a Denver con un'auto che sta consegnando, e chiede quale sia il prossimo trasporto. Il suo supervisore insiste che Kowalski si riposi, mentre questi insiste nel voler effettuare un altro trasporto quella notte. Dopo mezzanotte a Kowalski viene assegnato il compito di trasportare una Dodge Challenger bianca del 1970 con motore 440 da 375 HP a San Francisco, in California. Dopo essersi fermato a un bar per motociclisti per comprare della benzedrina e aver fatto una scommessa con uno spacciatore su quanto tempo impiegherà per arrivare a San Francisco, esce da Denver.
La polizia inizia a inseguirlo quella stessa mattina, giunto dalle parti di Glenwood Springs, in Colorado. Kowalski attraversa, nonostante sia braccato, il Colorado, lo Utah e il Nevada, mentre la polizia si rivela incapace di bloccarlo. Per tutto il tragitto Kowalski ascolta la stazione radio K.O.W. che trasmette nei pressi di Goldfield, Nevada. A questo punto entra in gioco Super Soul, il disc jockey della radio, che per aiutare Kowalski inizia a trasmettere le informazioni captate sulle frequenze della polizia. Con l'aiuto di Super Soul, che definisce Kowalski "l'ultimo eroe americano", Kowalski diventa un eroe tra i contadini delle regioni che sta attraversando. Motociclisti e hippy iniziano a radunarsi a Goldfield, luogo da cui Super Soul trasmette, e nelle città attorno, per augurare buona fortuna a Kowalski. Questi viene aiutato anche da altri tra cui un vecchio abitante del deserto che cattura serpenti per un'organizzazione pentecostale.
Nel pomeriggio la stazione radio di Super Soul viene attaccata fisicamente da un poliziotto e alcuni suoi colleghi, venendo chiusa. Vicino al confine con la California Kowalski viene aiutato da Angel, un motociclista, e dalla sua fidanzata nudista, che vivono in una capanna nel deserto del Nevada. Gli danno altra benzedrina e lo aiutano a farsi strada attraverso il confine californiano, lungo cui la polizia ha sistemato un blocco stradale che lo aspetta per quella sera. La mattina successiva Kowalski scappa verso Cisco, in California, dove - mentre viene inseguito dal corpo di polizia stradale californiano - improvvisamente si suicida lanciandosi due bulldozer posizionati come posto di blocco dalla polizia, morendo in una palla di fuoco.

### Versione alternativa
Una versione alternativa del film, uscita originariamente nelle sale del Regno Unito, include spezzoni del film girati di notte in cui compare una giovanissima Charlotte Rampling nel ruolo di un'autostoppista; lo spezzone colma il vuoto tra la sera in cui Kowalski è inseguito attraverso il confine tra il Nevada e la California e la mattina successiva, quando muore a Cisco. La versione statunitense corrente del DVD di Punto zero include sia la versione originale sia la versione alternativa.

## Colonna sonora
La Amos Records distribuì sul mercato una colonna sonora del film in LP. Mentre il vinile è ormai fuori commercio, occasionalmente è possibile recuperare riedizioni della colonna sonora in CD in Europa.
1. Super Soul Theme (The J.B. Pickers)
2. The Girl Done Got It Together (Bobby Doyle)
3. Where Do We Go From Here? (Jimmy Walker)
4. Welcome to Nevada (Jerry Reed)
5. Dear Jesus God (Bob Segarini e Randy Bishop)
6. Runaway Country (Doug Dillard Expedition)
7. You Got to Believe (Delaney, Bonnie & Friends)
8. Love Theme (Jimmy Bowen Orchestra)
9. So Tired (Eve)
10. Freedom of Expression (The J.B. Pickers)
11. Mississippi Queen (Mountain)
12. Sing Out for Jesus (Big Mama Thornton)
13. Over Me (Bob Segarini e Randy Bishop)
14. Nobody Knows (Kim & Dave)

Nel film sono inoltre presenti due tracce non incluse nell'edizione ufficiale della colonna sonora:
1. I Can't Believe It (Longbranch Pennywhistle)
2. Sweet Jesus (Red Steagall)

I primi pezzi mai registrati da Kim Carnes (accreditata come "Kim & Dave") sono presenti nella colonna sonora. Kim Carnes scrisse inoltre la canzone eseguita da Big Mama Thornton. Il gruppo pop Delaney, Bonnie & Friends recitarono nel ruolo di una music band cristiana, che includeva la cantante Rita Coolidge e il cantautore David Gates al pianoforte oltre che Eric Clapton alla chitarra.

## Riferimenti nella cultura moderna
- Il film fu l'ispirazione per l'album dei Primal Scream del 1997, intitolato Vanishing Point (il titolo originale della pellicola). Inoltre, una traccia dell'album venne chiamata Kowalski, in onore al protagonista; la traccia include anche estratti dal dialogo Last American Hero, pronunciato da Super Soul.
- Il film fu la base per il video musicale del 2004 degli Audioslave, Show Me How to Live, che mostra i membri della banda che viaggiano per il deserto a bordo di una Challenger del 1970, secondo la trama del film; le scene con i quattro rocker, sono alternate sapientemente a scene prese direttamente dalla pellicola cinematografica.
- Si può trovare un riferimento al film nella traccia Breakdown dell'album Use Your Illusion II dei Guns N' Roses. Qui è presente una parte parlata in cui viene imitata la voce di Super Soul, mentre al termine della canzone si può ascoltare un monologo di Super Soul tratto dal film.
- L'effetto sonoro presente quando Kowalski si schianta contro il bulldozer è stato usato nella serie di videogiochi Driver.
- Nel film Grindhouse - A prova di morte di Quentin Tarantino, Stuntman Mike (Kurt Russell) fa diverse volte riferimento al film, mentre Zoë (Zoë Bell) esegue uno "Ship's Mast" sul cofano di una Dodge Challenger con motore 440 identica a quella usata nella pellicola di Sarafian.

## Slogan promozionali
- «Tighten Your Seat Belt! You Never Had a Trip Like This Before!»
«Tenete le cinture allacciate! Non avete mai fatto un viaggio come questo!».

## Remake
La Fox trasmise nel 1997 un remake di Punto zero, che conserva il titolo originale della pellicola, Vanishing Point. Il protagonista è Viggo Mortensen, ma nonostante l'auto che Kowalski guida sia ancora una Dodge Challenger del 1970 le differenze a livello concettuale con la prima versione sono tante.
Nel remake, ad esempio, Kowalski corre a casa per raggiungere la moglie che sta per partorire e al posto di Super Soul c'è un dee jay bianco e provocatore. Il film fu criticato soprattutto per il finale, che lascia il dubbio che Kowalski sia sopravvissuto all'impatto con i bulldozer nonostante l'auto sia andata completamente distrutta.